# Tricyphona schummeli
Tricyphona (Tricyphona) schummeli là một loài ruồi trong họ Pediciidae. Chúng phân bố ở vùng sinh thái Palearctic.